# Đại Phái bộ Sứ thần
Đại Phái bộ Sứ thần (tiếng Nga: Великое посольство) là cách sử gia gọi một phái bộ sứ thần đông đảo của nước Nga (gồm hơn 250 người) mà vào năm 1697 Pyotr Đại đế dẫn đi thăm viếng thăm chính thức Anh Quốc, Đan Mạch, Rôma, Hà Lan, Brandenburg và Venezia (theo kế hoạch ban đầu), đi vắng khỏi Nga trong 18 tháng.

## Nguyên do
Có lý do nghiêm túc về mặt ngoại giao cho Đại Phái bộ Sứ thần. Pyotr Đại đế muốn tái xác nhận – và nếu có thể củng cố – liên minh chống Đế quốc Ottoman. Ông hy vọng sẽ đánh xuyên qua được eo biển Kerch để thông ra Biển Đen. Để làm được điều này, ông cần đồng minh đáng tin cậy: Nga không thể một mình chống lại Ottoman. Vua Pháp là Louis XIV có thể gây chiến tranh với đế quốc La Mã Thần thánh, nên có thể muốn hòa hoãn với Ottoman. Để củng cố liên minh, Đại Phái bộ Sứ thần cần thăm viếng thủ đô của các nước đồng minh: Warszawa, Viên và Venezia. Họ cũng cần thăm viếng Hà Lan và Anh Quốc để tìm sự ủng hộ. Đại Phái bộ Sứ thần còn cần tìm nguồn nhân lực, mua vũ khí và trang thiết bị cho hải quân Nga.
Các đại sứ của Pyotr Đại đế có thể tự thực hiện những mục tiêu nghiêm túc trên. Nhưng ông muốn đi vì muốn học hỏi. Ưu tư dai dẳng của ông là xây dựng lực lượng hải quân hùng mạnh, và ông biết rằng Hà Lan và Anh có chuyên gia đóng tàu giỏi nhất thế giới và Venezia có kỹ thuật vượt trội trong ngành đóng thuyền ga-lê.
Quyết định giấu tung tích chủ yếu là để ông được tự do. Ông ghét nghi lễ rườm rà nếu đi với tư cách Sa hoàng. Bằng cách cử những đại sứ lỗi lạc, ông đảm bảo phái bộ sẽ được đón tiếp trọng vọng; bằng cách giả vờ không có mặt, ông được tự do né tránh thời giờ vô ích của nghi lễ. Khi trọng thị phái bộ, chủ nhà cũng trọng thị Sa hoàng, ông có thể tự do đi lại.

## Tổ chức
Sa hoàng nước Nga cử Đô đốc Francis Lefort người Thụy Sĩ cầm đầu Đại Phái bộ Sứ thần với chức vụ Đại sứ thứ nhất. Hai đại sứ kia là người Nga: Fyodor Alekseyevich Golovin, Tổng đốc Siberia, và Prokofy Voznitsyn, Tổng trấn Bolkhov. Đi theo ba Đại sứ là 20 nhà quý tộc và 35 "tình nguyện viên" trẻ, được cử đi học các ngành đóng tàu và hàng hải. Nhiều người trong số này là bạn hữu của Pyotr Đại đế từ thời niên thiếu. Ngoài ra, còn có người hầu, tu sĩ, thư ký, thông dịch viên, nhạc sĩ, ca sĩ, đầu bếp, người đánh xe ngựa, binh sĩ cảnh vệ... Và trong hàng ngũ là một thanh niên có vóc người thật cao mà người khác chỉ gọi anh là Pyotr Mikhailov. Nếu thành viên nào của đoàn gọi anh theo cách khác, hoặc tiết lộ tông tích của Sa hoàng, người đó sẽ bị tử hình. Ngày 20 tháng 3 năm 1697, Đại Phái bộ Sứ thần lên đường, quá cảnh ở Tỉnh Livonia của Thụy Điển.

## Đến Brandenburg
Phái bộ đến Công quốc Courland, với thủ phủ Mitau cách Riga 50 km về phía nam. Pyotr Đại đế đi trước bằng thuyền đến Königsberg, thành phố của Công quốc Brandenburg, và Công tước Frederick III đích thân đón tiếp ông.
Trong các cuộc đàm phán, Frederick III mong muốn tái xác nhận mối liên minh cũ mà Sa hoàng Alexei đã tạo dựng với Brandenburg để chống lại Thụy Điển, nhưng Pyotr Đại đế không muốn làm việc gì có thể gây hấn với Thụy Điển, vì vẫn còn trong tình trạng chiến tranh với người Thổ. Cuối cùng, hai vị vua đồng ý hỗ trợ lẫn nhau để chống kẻ thù chung. Frederick cũng yêu cầu Sa hoàng ủng hộ chiến dịch của ông nhằm đưa ông lên làm vua.

## Ở Hà Lan
Kế đến, Pyotr Đại đế quyết định đi Hà Lan. Ở Nga, Đại đế thường nghe nói đến địa danh Zaandam. Thành phố này, cách Amsterdam 16 km về hướng bắc, được cho là nơi đóng những con tàu tốt nhất trên cả nước Hà Lan. Qua nhiều năm, Pyotr Đại đế đã nung nấu mong muốn được viếng thăm và học nghề đóng tàu ở Zaandam. Bây giờ, ông muốn lưu lại Zaandam suốt mùa thu và mùa đông để học đóng tàu.
Pyotr Đại đế đi đến xưởng đóng tàu tư nhân Lynst Rogge để xin việc làm, khai tên là Pyotr Mikhailov. Ông làm việc một cách vui sướng, luôn hỏi han người quản đốc tên gọi của mọi thứ ông trông thấy. Nhưng dù ông muốn giấu tung tích, bí mật cũng bốc hơi nhanh chóng. Không bao lâu, tung tích của vị "thượng khách" được xác định rõ ràng. Nhưng ông vẫn muốn giấu hành tung. Ông từ chối lời mời chiêu đãi của các thương nhân hàng đầu của Zaandam, của thị trưởng và hội đồng thành phố. Ông trả lời rằng không có nhân vật quan trọng nào hiện diện; Sa hoàng chưa đến.
Nhưng có thêm nhiều người đến muốn xem mặt Sa hoàng nước Nga. Không thể nào làm việc trong một xưởng đóng tàu rộng mở và cũng không thể thong dong đi lại trong thành phố, nên kế hoạch lưu lại vài tháng bị rút lại còn một tuần sống ở đây. Việc học nghề dự kiến ở Zaandam phải chuyển đến Amsterdam.
Phái bộ Nga được đón tiếp theo nghi lễ hoàng gia, được cấp bốn thuyền buồm lớn và nhiều cỗ xe ngựa để tùy tiện sử dụng. Những nhà lãnh đạo của thành phố thấu hiểu tầm quan trọng của phái bộ này về tiềm năng thương mại với nước Nga trong tương lai, nên trọng thị họ một cách đặc biệt.
Pyotr Đại đế và vị Thị trưởng Witsen đàm luận với nhau mỗi ngày, và ông hỏi làm thế nào có thể làm việc một cách yên tĩnh để học nghề đóng tàu, trong khi bị bao quanh bởi người tò mò lạ mặt nhìn chăm bẳm như thế? Witsen có ngay một đề xuất. Pyotr Đại đế đến làm việc trong những xưởng của Công ty Đông Ấn, được bao bọc chung quanh bằng tường rào và không cho phép người ngoài xâm nhập. Ngày hôm sau, hội đồng quản trị công ty biểu quyết để chấp nhận "một nhân vật cấp cao muốn giấu tung tích" vào làm việc trong xưởng, và để tạo thuận tiện, dành riêng ngôi nhà của một đốc công để ông có thể đến ở và làm việc mà không bị quấy rầy. Hơn nữa, để hỗ trợ ông trong việc học nghề đóng tàu, hội đồng quản trị ra lệnh đặt ki một tàu khu trục mới, để ông và tùy tùng có thể tham gia và quan sát kỹ thuật của Hà Lan ngay từ lúc khởi công.
Ba tuần lễ đầu là thu thập và chuẩn bị các loại gỗ cùng những vật liệu khác. Để trình bày cho Pyotr Đại đế thấy chính xác phải làm thế nào, phía Hà Lan bày ra mọi mảnh vật liệu trước khi đặt ki. Khi mỗi mảnh được ghép vào vị trí của nó, con tàu được lắp ráp nhanh chóng, dài 30 mét, và Pyotr Đại đế nhiệt tình làm việc trong mỗi công đoạn của nó.
Mỗi ngày, Pyotr Đại đế đi đến xưởng lúc bình minh, vác trên vai các món đồ nghề giống như những công nhân khác. Ông không cho phép có sự đối xử phân biệt nào giữa ông và họ, và nhất quyết không nhận câu xưng hô theo tước hiệu nào. Trong giờ rảnh rỗi, ông thích ngồi trên một súc gỗ, trò chuyện với thủy thủ hoặc thợ đóng tàu hoặc bất cứ ai gọi ông là "Thợ mộc Pyotr" hoặc "Anh Pyotr." Ông tảng lờ hoặc quay đi hướng khác khi có ai gọi ông là "Hoàng thượng" hoặc "Ngài." Khi có hai nhà quý tộc Anh Quốc đến để mong được nhìn thấy Sa hoàng làm việc như một công nhân, người đốc công, để chỉ ra ai là Pyotr Đại đế, gọi đến ông: "Thợ mộc Pyotr, sao không đến giúp các bạn?" Không nói một lời, Pyotr Đại đế bước qua, ghé vai dưới một súc gỗ mà vài người đang cố sức nâng lên để đặt vào đúng vị trí.
Pyotr Đại đế hài lòng với căn nhà dành riêng cho ông. Vài người tùy tùng ngụ chung với ông theo cung cách như công nhân bình thường. Phía Hà Lan dàn xếp cung cấp cho ông củi và thực phẩm, rồi để ông tự lo liệu. Tự tay Pyotr Đại đế nhóm bếp và nấu thức ăn cho mình như một thợ mộc giản đơn.
Bên ngoài xưởng đóng tàu, tính hiếu kỳ của Pyotr Đại đế là vô bờ. Ông muốn chính mắt mình được nhìn thấy mọi thứ. Ông đi viếng nhà máy chế biến, xưởng cưa, xưởng se sợi, nhà máy giấy, cơ xưởng, viện bảo tàng, vườn thực vật và phòng thí nghiệm. Ở mỗi nơi, ông hỏi "Cái này để làm gì? Nó vận hành như thế nào?" Ông gặp gỡ kiến trúc sư, nhà điêu khắc, kỹ sư... Ở Delft, ông đến gặp Nam tước von Coehorn, chuyên gia xây công sự nổi tiếng, để học kỹ thuật xây pháo đài.
Vài lần ông đến viếng giảng đường và phòng thí nghiệm của Fredrick Ruysch, Giáo sư cơ thể học nổi danh toàn châu Âu. Ông trở nên chú tâm đến khoa giải phẫu đến nỗi thấy khó mà ra về; ông muốn ở lại và quan sát thêm. Ông dùng bữa tối cùng Ruysch, lắng nghe lời tham mưu của Giáo sư về cách chọn lựa bác sĩ giải phẫu để mời về phục vụ cho lục quân và hải quân Nga. Pyotr Đại đế bị lôi cuốn vào môn cơ thể học và sau đó tự xem mình có trình độ như y sĩ giải phẫu. Dù sao đi nữa, ông có thể hỏi, có mấy ai ở Nga được cơ hội học với Giáo sư Ruysch nổi tiếng?
Trong những năm về sau, Pyotr Đại đế luôn mang theo người hai chiếc hộp: một đựng dụng cụ toán học để kiểm tra đề án xây dựng đệ trình lên ông, và hộp kia đựng dụng cụ giải phẫu. Ông ra lệnh báo cho ông biết ca giải phẫu đáng để ý gần đó, và khi ông hiện diện, ông thường làm trợ lý và tiếp thu kỹ năng tiểu giải phẫu. Gia nhân của ông khi đau yếu thường giấu ông vì sợ Sa hoàng sẽ xuất hiện bên giường bệnh với chiếc hộp dụng cụ giải phẫu để ngỏ lời – và thường là bắt họ phải chấp nhận – cho ông làm công việc giải phẫu trên người họ.
Ở Leyden, ông đến thăm Tiến sĩ Boerhaave nổi danh, phụ trách một vườn thực vật phong phú, cũng là giảng viên môn cơ thể học, và khi Boerhaave hỏi ngày giờ vị khách muốn đến thăm, Sa hoàng chọn sáu giờ sáng hôm sau. Ông cũng đến xem phòng thí nghiệm giải phẫu học của Boerhaave và say mê xem xét một xác người.
Ở Delft, ông đến thăm nhà thiên nhiên học nổi tiếng Anton van Leeuwenhoek, người phát minh kính hiển vi. Pyotr Đại đế hỏi chuyện ông này trong hai giờ đồng hồ và nhìn qua món thiết bị kỳ diệu qua đó Leeuwenhoek đã khám phá ra tinh trùng.
Vào lúc rảnh rỗi ở Amsterdam, ông thơ thẩn đi bộ trong thành phố, đi đến khu chợ ngoài trời Botermarket, xem thợ nhổ răng hành nghề bằng dụng cụ khác thường mà ông học hỏi và sau này thí nghiệm với gia nhân. Ông học cách vá quần áo của mình, và từ người đóng giày học cách đóng một đôi dép cho riêng ông.
Quan sát sự phồn vinh của Hà Lan, Pyotr Đại đế tự hỏi làm thế nào dân tộc của ông, với đồng cỏ và rừng bao la, lại sản xuất chỉ đủ nuôi sống họ; trong khi ở Amsterdam lại có thể tích lũy của cải nhiều hơn cả đất nước Nga bao la. Pyotr Đại đế nhận thức lý do: thương mại, nền kinh tế dựa trên hải hành, sự làm chủ đội thương thuyền. Ông nhất quyết lao mình vào việc tạo dựng những điều kiện như thế cho nước Nga. Một lý do khác là sự phóng khoáng về tôn giáo. Vì nền thương mại quốc tế không thể phát triển trong môi trường học thuyết hoặc định kiến tôn giáo hẹp hòi, Hà Lan của đạo Tin lành đi theo con đường phóng khoáng nhất về tôn giáo thời bấy giờ. Óc tò mò của Pyotr Đại đế bị kích thích từ không khí phóng khoáng về tôn giáo này. Ông đến viếng nhiều nhà thờ Tin lành ở Hà Lan và hỏi han các giáo sĩ nhiều điều.
Pyotr Đại đế được may mắn vì vua Anh Quốc là William III tình cờ có mặt tại Hà Lan khi Đại Phái bộ Sứ thần đến. Pyotr Đại đế tha thiết muốn gặp gỡ vị vua mà ông hằng ngưỡng mộ. Buổi gặp gỡ hoàn toàn trong riêng tư và không nghi lễ – là cách thức hai vị vua đều thích. William không đáp ứng lời của Pyotr Đại đế yêu cầu tham gia liên minh giữa những người Cơ đốc giáo chống quân Thổ theo Hồi giáo. William còn đang đàm phán hòa bình với Pháp và không muốn tham gia chiến tranh ở miền Đông, kẻo lực lượng của ông bị phân chia và Louis XIV của Pháp chớp thời cơ ở phương Tây.
Đại Phái bộ Sứ thần sẽ trình thư ủy nhiệm và phát biểu chính thức với triều đình Hà Lan. Vì Nga không có đại sứ quán thường trực ở nước ngoài, thành phần đông đảo trong phái bộ và nghi lễ đón tiếp họ là những vấn đề rất quan trọng đối với Pyotr Đại đế. Ông muốn nghi lễ phải thật long trọng, và đây là một sân khấu rất thuận lợi. Những chính khách và nhà ngoại giao tiếng tăm nhất của các cường quốc châu Âu đang có mặt ở đây để tiến hành hoặc quan sát các cuộc đàm phán hòa bình; bất kỳ chuyện gì xảy ra ở đây sẽ được họ ghi nhận kỹ càng và báo cáo về mọi thủ đô và mọi đế vương ở châu Âu.
Pyotr Đại đế nói với Witsen rằng ông muốn giấu tung tích khi đi cùng phái bộ để quan sát xem họ được đón tiếp như thế nào. Yêu cầu này khiến cho Witsen khó chiều theo, nhưng từ chối càng khó hơn. Dọc con đường từ Amsterdam đến The Hague, Pyotr Đại đế luôn nhìn thấy những điều mới lạ. Khi đi ngang một cối xay gió, ông hỏi: "Cái này để làm gì?" Khi nghe trả lời rằng đây là quạt gió dùng để cắt đá, ông tuyên bố: "Ta muốn xem nó." Cỗ xe dừng lại, nhưng cửa vào quạt gió bị khóa. Ngay cả trong đêm tối, khi đi qua một cây cầu, Pyotr muốn xem xét cách xây dựng và đo kích thước. Cỗ xe dừng lại lần nữa, người ta mang đèn bão đến để soi sáng cho ông đo chiều dài và chiều rộng của cây cầu.
Vào ngày các đại sứ Nga được dẫn vào triều kiến, Pyotr Đại đế ăn vận như là một người sang trọng của triều đình. Witsen đẩy ông vào một căn phòng nhỏ kế bên phòng khánh tiết, từ nơi đây qua một khung cửa sổ nhỏ ông có thể quan sát và nghe tất cả. Ông thấy mọi người luôn quay nhìn ông và nghe tiếng thì thầm truyền đi rằng Sa hoàng nước Nga đứng ở phòng bên. Quá khổ sở, ông yêu cầu Witsen ra lệnh cho các thành viên của triều đình Hà Lan quay mặt về phía khác khi ông đi qua. Witsen cho ông biết là mình không thể ra lệnh cho họ vốn là những nhà lãnh đạo của Hà Lan, nhưng ông sẽ ngỏ lời yêu cầu. Họ đáp rằng họ phải đứng dậy với sự hiện diện của Sa hoàng và không chấp nhận việc quay lưng về phía Sa hoàng. Khi nghe nói thế, Pyotr Đại đế che giấu mặt ông trong bộ tóc và bước nhanh xuyên qua gian phòng và đi xuống những bậc cầu thang.
Trong thời gian lưu lại Den Haag, Pyotr Đại đế vẫn giấu tung tích, chỉ tiếp xúc riêng các chính khách Hà Lan nhưng từ chối bất kỳ sự công nhận nào ngoài công cộng. Phái bộ Nga chỉ thành công hạn chế. Hà Lan không thiết tha việc gây chiến với Ottoman. Vì đang bị nợ nần chồng chất sau cuộc chiến tranh với Pháp và cần xây dựng lại hải quân, Hà Lan cũng không thể giúp đóng tàu chiến cho Nga theo như yêu cầu.
Ngày 16 tháng 11, chín tuần sau khi đặt ki, chiếc tàu khu trục đã sẵn sàng để hạ thủy, và trong buổi lễ này, Witsen thay mặt cho Thành phố Amsterdam trao tặng con tàu làm món quà biếu cho Sa hoàng nước Nga. Quá cảm động, Sa hoàng ôm hôn ông Thị trưởng, và lập tức đặt tên cho con tàu là Amsterdam. Sau đó, chở đầy các món trang thiết bị mà Pyotr Đại đế mua ở Hà Lan, con tàu trực chỉ đến Arkhangelsk. Pyotr Đại đế còn cảm thấy hãnh diện hơn khi người đốc công trình cho ông tờ giấy chứng nhận người thợ có tên Pyotr Mikhailov đã làm việc trong xưởng đóng tàu trong bốn tháng, là một thợ đóng tàu có năng lực và đã nắm vững khoa học về kiến trúc hải quân.
Tuy thế, Pyotr Đại đế cảm thấy khó chịu về những gì ông đã học ở Hà Lan. Đó chỉ là khá hơn nghề thợ mộc một chút, áp dụng vào việc ghép nối các mảnh gỗ để tạo nên một con tàu. Pyotr Đại đế muốn học chuyên sâu hơn đến những bí mật trong khoa thiết kế; trên thực tế, ông muốn đi vào ngành kiến trúc hải quân. Ông muốn có những bản vẽ được soạn thảo một cách khoa học, có toán học kiểm soát, không phải là công việc thủ công tinh vi với búa và rìu. Ông cần một phương pháp thiết kế nào đó mà người chưa từng đóng tàu bao giờ có thể được chỉ dẫn, thông hiểu và nhân rộng một cách dễ dàng. Ông quyết định đi Anh Quốc để học thêm về ngành đóng tàu.

## Ở Vương quốc Anh
Ngày 7 tháng 1 năm 1698, sau gần 5 tháng lưu lại Hà Lan, Pyotr Đại đế và một đoàn tùy tùng nhỏ bước lên soái hạm H.M.A. York của Phó Đô đốc Sir David Mitchell, tư lệnh hạm đội, đi viếng thăm Anh Quốc. York là chiến hạm lớn nhất mà Pyotr Đại đế đã từng bước lên cho đến lúc này, và trong chuyến đi 24 giờ đến Anh, ông chú tâm quan sát những hoạt động trên con tàu. Mặc dù thời tiết xấu, Sa hoàng luôn đứng trên boong tàu suốt cuộc hải hành, liên tục hỏi han.
Ngày 23 tháng 1, Pyotr Đại đế đi đến Cung điện Kensington để mở đầu chuyến viếng thăm chính thức vua William III của Anh. Mặc dù hai người không bao giờ trở nên thân thiết với nhau – có khoảng cách quá lớn giữa một Sa hoàng 25 tuổi hồ hởi, thô lỗ và độc đoán so với một vị vua cô đơn, mệt mỏi và u uất – nhưng William cũng chú ý đến Pyotr Đại đế. Ngoài ấn tượng đối với tính sinh động và tò mò của Pyotr, ông không khỏi cảm thấy hãnh diện vì Pyotr tỏ ra ngưỡng mộ ông, và thấy vui thêm vì Pyotr có thái độ thù địch với Louis XIV vốn là kẻ đối đầu với ông. Đối với Pyotr, tuổi tác và cung cách của William khiến cho tình thân hữu khó phát triển, nhưng Sa hoàng vẫn tiếp tục tôn trọng người anh hùng gốc Hà Lan của mình.
Tất cả nghi thức của Pyotr Đại đế ở Luân Đôn gói gọn vào một chuyến viếng thăm Cung điện Kensington. Thời giờ còn lại, Pyotr đi khắp Luân Đôn như ý muốn, thường là đi bộ ngay cả vào những ngày lộng gió, vẫn muốn giấu tung tích. Cũng giống như khi ở Hà Lan, ông đi thăm viếng cơ xưởng, nhà máy, liên tục hỏi han các vật vận hành như thế nào, lúc nào cũng muốn thu thập bản vẽ và tiêu chí kỹ thuật. Ông mua một đồng hồ bỏ túi và nán lại để học cách tháo ra và lắp lại những bộ phận tinh vi.
Khi không làm việc ở xưởng đóng tàu, Pyotr Đại đế đi tham quan Luân Đôn và các vùng phụ cận. Ông đến thăm Đài Thiên văn Greenwich và bàn luận về toán học với các chuyên viên thiên văn hoàng gia. Ông đến thăm Tháp Luân Đôn, lúc ấy là vừa là kho vũ khí, vừa là vườn thú, bảo tàng và Xưởng Đúc tiền Hoàng gia là nơi ông để ý nhất. Thán phục chất lượng của đồng tiền Anh Quốc và kỹ thuật tinh xảo, ông trở lại vài lần. Không may cho ông, giám đốc Xưởng Đúc tiền Hoàng gia, Isaac Newton, lúc ấy đang làm việc ở trường Trinity College của Đại học Cambridge. Pyotr Đại đế có ấn tượng với việc cải tổ hệ thống đồng tiền mà Newton góp phần. Lúc ấy, người Nga có thói quen đưa đồng tiền lên răng cắn một ít lớp bạc ở cạnh, vì thế Anh Quốc đã đúc đồng tiền có cạnh răng cưa để giúp đồng tiền được lưu hành lâu dài hơn. Hai năm sau, khi Pyotr Đại đế cải thiện các đồng tiền Nga hay bị móp méo, ông áp dụng kỹ thuật của Anh Quốc.
Trong thời gian lưu lại Anh Quốc, Pyotr Đại đế luôn tìm kiếm nhân tài để phục vụ nước Nga. Ông đã phỏng vấn nhiều người, và cuối cùng chọn được khoảng 60 người Anh đi theo ông về Nga. Trong số này, có một đốc công đóng tàu, một kỹ sư thủy lợi sau này nhận công tác xây kênh Volga-Don, và một giáo sư toán học sau này được giao nhiệm vụ mở Trường Toán học và Hải hành ở Mạc Tư Khoa.
Ngày 2 tháng 3, Pyotr Đại đế càng thêm cảm kích William III khi tiếp nhận món quà của vua Anh Quốc, chiếc thuyền buồm Royal Transport. Ông đi trên thuyền này ngày hôm sau, và sử dụng nó mỗi khi có thể thu xếp thời giờ. Thêm nữa, William III ra lệnh thuộc hạ cho Pyotr Đại đế được tự do xem tất cả những gì ông muốn xem về hải quân Anh. Đỉnh cao của việc này là khi Pyotr Đại đế được mời dự khán cuộc tập trận của hạm đội Anh. Pyotr Đại đế vô cùng sướng thỏa, cố quan sát và ghi chú tất cả. Đây là ngày trọng đại đối với một người trai trẻ mà chưa đầy 10 năm trước lần đầu tiên mới thấy một chiếc thuyền buồm.
William III mời Pyotr Đại đế đến dự khán một phiên họp của Nghị viện Anh. Không muốn bị mọi người nhìn, Pyotr Đại đế chọn chỗ ngồi gần một cửa sổ gần hành lang trên cùng. Việc này khiến một người khuyết danh có câu nhận xét lưu hành khắp Luân Đôn: "Hôm nay, tôi đã thấy một cảnh tượng hiếm hoi nhất thế giới: một vị vua ngồi trên ngai và một vị vua khác ngồi trên nóc." Pyotr Đại đế lắng nghe cuộc tranh luận, và tuyên bố với tùy tùng rằng, tuy không chấp nhận việc nghị viện giới hạn quyền lực của nhà vua, ông vẫn thấy "điều hay là được nghe thần dân phát biểu một cách trung thực và cởi mở với vua của họ. Đây là điều chúng ta nên học từ người Anh."
Ngày 18 tháng 4, Pyotr Đại đế chào từ giã vua William III, và ngày 2 tháng 5 ông rời Anh Quốc trên chiếc Royal Transport.
Pyotr Đại đế tìm thấy nhiều điều làm cho ông vui thích ở Anh Quốc: tính thực tiễn, triều đình và chính phủ làm việc có hiệu năng, những buổi thảo luận về hải quân và pháo binh, diễn tập hải quân, v.v... Vua William III đã mở mọi cánh cửa, đã cho Pyotr Đại đế đi đến bất cứ nơi nào ông muốn; đã cho dự khán diễn tập hạm đội, cho phép đoàn Nga được tiếp xúc với mọi người và ghi chú. Pyotr Đại đế cảm kích và có lòng tôn trọng cao nhất không những đối với thiết kế và kỹ thuật đóng tàu của Anh, mà đối với Anh Quốc nói chung.
Piotr trở về với Đại Phái bộ Sứ thần ở Hà Lan và thấy hàng đống vật liệu, vũ khí, dụng cụ chuyên ngành, trang bị hải quân, v.v... đang chờ để được mang về nước. Quan trọng hơn, phái bộ đã tuyển được 640 người Hà Lan, trong số đó có Phó Đô đốc Cornelius Cruys và một số sĩ quan hải quân (cuối cùng, Cruys thuyết phục được 200 sĩ quan hải quân đi theo ông), và thêm thủy thủ, kỹ sư, kỹ thuật viên, thợ đóng tàu, bác sĩ y khoa và chuyên viên các ngành nghề khác. Bên Nga phải thuê 10 chiếc tàu để chuyên chở tất cả về nước.

## Ở đế quốc La Mã Thần thánh
Ngày 15 tháng 5 năm 1698, Đại Phái bộ Sứ thần và Pyotr Đại đế rời Amsterdam để đến Viên, thủ đô của đế quốc La Mã Thần thánh (còn gọi là đế quốc Áo). Các đại thần Áo nhất quyết cho rằng hoàng đế của họ không thể công khai đón tiếp một Sa hoàng giấu tung tích, nhưng Lefort kiên trì giúp đạt đến thỏa thuận cho một cuộc hội kiến riêng.
Cuộc hội kiến diễn ra trong Cung điện Favorits bên ngoài thành phố. Đúng theo cách giấu tung tích, Pyotr Đại đế được dẫn qua một cửa nhỏ của khu vườn, đi lên một cầu thang xoắn. Lefort đã dặn dò kỹ lưỡng nghi thức: hai hoàng đế sẽ đi vào một phòng khánh tiết dài cùng một lúc qua hai cửa đối diện rồi đi chầm chậm để gặp nhau đúng ở điểm giữa phòng, gần cửa sổ thứ năm. Không may là, khi Pyotr mở cánh cửa và trông thấy Leopold, ông quên mất lời dặn, sải dài bước chân tiến đến, tiếp cận Hoàng đế ở cửa sổ thứ ba. Cả triều thần Áo há hốc miệng: nghi lễ không được tôn trọng! Nhưng khi hai hoàng đế cùng tiến vào một nơi riêng tư để hội đàm, triều thần đều nhẹ nhõm mà thấy rằng Sa hoàng nước Nga hết mực tỏ lòng kính trọng hoàng đế của họ. Cuộc hội kiến thật ra chỉ là trao đổi những lời chào hỏi và kéo dài 15 phút.
Trong hai tuần lưu lại Viên, Pyotr Đại đế vẫn giữ tư thái vui vẻ và tôn trọng. Ông đến thăm Hoàng hậu, các công chúa và cố gắng tỏ ra dễ chịu. Ông ôn tồn từ chối số tiền triều đình Áo cung ứng cho chi phí của phái bộ Nga. Ông cho là số tiền này quá cao đối với "ông bạn quý" sau khi đã chịu gánh nặng chiến tranh; ông chỉ nhận một nửa. Các đại thần Áo thấy ông là con người khiêm tốn. Các đại sứ nước ngoài nói đến "tư cách tinh tế và thanh nhã" của ông.
Dù cho bao vẻ thân thiện bề ngoài, chuyến đi của Pyotr Đại đế đến Viên thất bại về mặt ngoại giao. Phía Nga đã mong Áo tiếp tục cuộc chiến mạnh hơn chống quân Ottoman. Thay vào đó, Nga phải nỗ lực ngăn chặn Áo chấp nhận đề nghị hòa bình của Ottoman có lợi cho Áo nhưng thiệt cho Nga. Hơn nữa, cái bóng của vua Louis XIV vẫn bao trùm phía Tây. Áo cần thoát ra phía Đông để lo đối phó với ông này. Bên duy nhất không hài lòng với triển vọng hòa bình là Pyotr Đại đế. Ít nhất, Hoàng đế hứa rằng ông sẽ tham khảo với Sa hoàng trước khi ký vào bất cứ hòa ước nào. Đây là điều tốt nhất mà Nga có thể đạt được.

## Trở về Nga
Ngày 15 tháng 7, lúc chuẩn bị lên đường đi Venezia, chuyến thư từ Mạc Tư Khoa mang đến tin tức đáng lo: bốn lữ đoàn Cấm vệ, khi được lệnh di chuyển từ Azov đến biên giới Nga–Ba Lan, đã tạo phản và đang tiến về Mạc Tư Khoa. Lập tức, Pyotr Đại đế quyết định bãi bỏ chuyến đi Venezia, trở về ngay để đối diện với bất cứ điều gì đang chờ đợi ông ở đó.
Ngày 19 tháng 7, Pyotr Đại đế rời Viên lên đường đi ngày và đêm, chỉ dừng lại để dùng bữa và thay đổi ngựa. Ông vừa đến Kraków thì nhận được tin tức mới nhất. Shein đã trấn áp được quân phản loạn. Pyotr Đại đế cảm thấy nhẹ nhõm, và định quay đầu đi Venezia như chương trình dự kiến. Nhưng ông đã về được nửa đường, ông đã vắng mặt một năm rưỡi, và ông muốn làm nhiều việc ở thủ đô Mạc Tư Khoa. Ông tiếp tục hướng về đông nhưng đi chậm lại, ghé ngang Rawa. Ở đây, lần thứ nhất, Sa hoàng gặp một nhân vật khác thường, là người sẽ can dự sâu xa vào các cỗ máy ngoại giao và quân sự của Pyotr Đại đế và của nước Nga. Đó là Augustus, Tuyển đế hầu của Công quốc Saxony, nay cũng là Vua Ba Lan nhờ sự ủng hộ của Hoàng đế ở Viên và của Sa hoàng. Augustus thuyết phục Nga cùng liên minh với Ba Lan để đánh Thụy Điển.
Ngày 5 tháng 9 năm 1697, Đại Phái bộ Sứ thần về đến Mạc Tư Khoa; kế hoạch đi Rôma và Venezia không thực hiện được vì cuộc nổi loạn của Cấm vệ Nga.

## Đánh giá kết quả
Dù cho mục đích của Pyotr Đại đế xem chừng hạn hẹp, tác động của chuyến đi là vô cùng rộng lớn. Pyotr Đại đế trở về Nga với quyết tâm cải tổ đất nước theo đường hướng của Tây Âu. Nước Nga cũ, bị cô lập và khép kín, sẽ vươn ra Tây Âu và tự cởi mở với Tây Âu. Ảnh hưởng đi theo vòng tròn: Tây Âu ảnh hưởng đến cá nhân Pyotr Đại đế, cá nhân ông ảnh hưởng mạnh mẽ đến nước Nga, và nước Nga một khi đã hiện đại hóa sẽ có tầm ảnh hưởng mới và mạnh hơn đến Tây Âu. Vì thế, đối với cả ba – Pyotr Đại đế, nước Nga và Tây Âu – Đại Phái bộ Sứ thần là một điểm ngoặt.
Theo ý đồ củng cố khối liên minh để chống Ottoman, phái bộ đã thất bại. Ở mọi nơi đi qua, Pyotr Đại đế đều cảm nhận cái bóng ảnh hưởng của Louis XIV bao trùm. Chính vị vua Pháp này, chứ không phải Hoàng đế Ottoman, đã khiến cả châu Âu phải kiêng dè. Nước Nga bị bỏ mặc để một mình tự quyết định đánh hoặc đàm với Ottoman, vì thế không có chọn lựa nào khác hơn là phải hòa hoãn với Ottoman.
Tuy nhiên, theo mục đích thực dụng, Đại Phái bộ Sứ thần thành công đáng kể. Họ đã tuyển mộ trên 800 người Tây Âu có năng lực để phục vụ nước Nga. Nhiều người ở lại Nga lâu dài, đóng góp phần quan trọng vào công cuộc hiện đại hóa nước Nga và để lại tên tuổi của họ vĩnh viễn ghi vào lịch sử của triều đại Pyotr Đại đế.
Quan trọng hơn là ấn tượng sâu sắc và lâu dài mà Tây Âu đã gây cho chính Pyotr Đại đế. Tính hiếu kỳ đã lôi cuốn ông vào nhiều lĩnh vực mới. Ông đã học hỏi từ mọi điều mắt thấy tai nghe qua đó tái xác nhận điều ông đã nhận ra trước đây: về mặt công nghệ nước Nga đi sau Tây Âu cả hàng mấy thập kỷ, có lẽ hàng thế kỷ.
Tự hỏi làm thế nào tình trạng này xảy ra và có thể làm gì để chấn chỉnh, Pyotr Đại đế đã đi đến kết luận rằng những thành tựu về công nghệ ở Tây Âu là do sự giải phóng đầu óc của con người. Ông nắm bắt được rằng thời kỳ Phục hưng và Phong trào Cải cách, không hề ảnh hưởng đến Nga, đã phá vỡ những trói buộc của giáo hội có từ thời trung cổ và tạo nên môi trường trong đó tranh luận độc lập về triết lý và khoa học được nảy nở và những cơ sở thương mại đa dạng được triển khai. Ông hiểu rằng những trói buộc như thế vẫn còn hiện hữu trong giáo hội Chính thống ở Nga, được củng cố bằng lối sống và truyền thống dân quê đã tồn tại hàng mấy thế kỷ. Pyotr Đại đế dứt khoát quyết định phải phá vỡ những trói buộc ấy khi ông về nước.
Chỉ có điều là Pyotr Đại đế đã không nắm bắt được – hoặc có lẽ ông không muốn nắm bắt – những hệ lụy về mặt chính trị của khía nhìn mới này về con người. Ông đi phương Tây không phải để học "thuật trị quốc." Dù cho ở các xã hội Tin Lành Tây Âu, ông trông thấy nhan nhản những quyền con người về công dân và chính trị được thể hiện trong các hiến pháp, đạo luật nhân quyền và nghị viện, ông không muốn trở về nhằm san sẻ quyền hành với thần dân của ông. Trái lại, ông trở về không những chỉ với quyết tâm thay đổi đất nước ông, mà còn với niềm tin rằng nếu nước Nga cần được cải tổ, chính ông sẽ là người vừa hướng dẫn vừa thúc đẩy thay đổi. Ông sẽ cố gắng đi đầu; nhưng nếu giáo dục và thuyết phục không đủ mạnh, ông sẽ ra tay lèo lái – và nếu cần sẽ dùng roi vọt – cho đất nước bị tụt hậu tiến lên.